# 福岡町 (岐阜県)
福岡町（ふくおかちょう）は、岐阜県恵那郡にあった町である。2005年2月13日に恵那郡6町村と共に中津川市へ編入合併された。

## 大字・小字

### 大字:福岡（ふくおか）
- 小字:

あ行
- 赤羽根 （あかばね）
- 井林 （いばやし）、 岩須 （いわす）
- 植苗木 （うえなえぎ）、上ノ平（うえのたいら）、浦 （うれ）

か行
- 柏原 （かしばら）、 上植苗木 （かみうえなえぎ）、 上柏原 （かみかしばら）、 上新田 （かみしんでん）
- 小池 （こいけ）

さ行
- 作造林 （さくぞうばやし）
- 下村 （したむら）、 下柏原 （しもかしばら）、 下新田 （しもしんでん）
- 関戸（せきど）

た行
- 高ノ巣 （たかのす）、 田之尻 （たのしり）
- 長根 （ちようね）

な行
- 中八布施 （なかはちぶせ）、 夏焼 （なつやけ）
- 西八布施 （にしはちぶせ）
- 野尻 （のじり）、 野中 （のなか）

は行
- 畑尻 （はたじり）、 馬場平 （ばばだいら）
- 桧坂 （ひのきざか）
- 二ツ森 （ふたつもり）
- 細ヶ谷 （ほそがや）

ま行
- 松尾 （まつお）、 松ノ木長 （まつのきおさ）
- 水返 （みずがえし）
- 村松 （むらまつ）
- 森下 （もりした）

や行
- 山ノ田 （やまのた）
- 横手 （よこて）

### 大字:高山（たかやま）
- 小字:

あ行
- 雨請棚 （あまごいだな）
- 一ノ沢 （いちのさわ）、岩山 （いわやま）
- 大上 （おおかみ）、御鞘立 （おさやだて）

か行
- 木積沢 （きつみざわ）
- 御所平 （ごしよだいら）

さ行
- 外洞 （そとぼら）

た行
- 知原 （ちはら）
- 常磐 （ときわ）、鳶岩巣 （とびいわす）

な行
- 西知原 （にしちはら）、西洞 （にしぼら）
- 中上 （なかがみ）

は行
- 二ツ森 （ふたつもり）
- 日比渡瀬 （ひびわたせ）

ま行
- 向知原 （むかいちはら）、向並松 （むかいなみまつ）

わ行
- 若山 （わかやま）

（過去に存在した小字）
岩巣

### 大字:下野（しもの）
- 小字:

あ行
- 岩須 （いわす）
- 打越 （うちこし）
- 大湫 （おおくて）、大久保 （おおくぼ）、小野沢 （おのさわ）

か行
- 海道下 （かいどうした）、黒沢 （くろさわ）
- 木ノ下 （きのした）
- 荒神尾 （こうじんお）

さ行
- 下本郷 （しもほんごう）

た行
- 田代 （たしろ）

な行
- 奈良尾 （ならお）
- 西本郷 （にしほんごう）

は行
- 馬場 （ばば）
- 東洞 （ひがしぼら）、東本郷 （ひがしほんごう）
- 深笹 （ふかざさ）

ま行
- 曲木 （まがりき）
- 見佐島 （みさしま）

### 大字:田瀬 （たせ）
- 小字:

あ行
- 大萱 （おおがや）、 大槇 （おおまき）

か行
- 上田瀬 （かみだせ）、 狩宿 （かりやど）

さ行
- 三会 （さんがい）
- 芝ヶ瀬 （しばがせ）、 下田瀬上 （しもだせかみ）、 下田瀬下 （しもだせしも）

な行
- 野頭 （のがしら）

は行
- 日蔭 （ひかげ）、 樋ノ口 （ひのくち）

ま行
- 宮脇 （みやわき）
- 向田瀬 （むかいだせ）

や行
- 矢平 （やだいら）

## 地理
岐阜県東部に位置し、町域は南北に長い形で、北端には標高1,600mの三界山がそびえる。
町の東西は標高700〜1,200mの山地が広がり、その間を付知川が南北に縦断している。
付知川沿いには河岸段丘が広がり、生活の場となっている。
- 山：三界山、高時山、二ッ森山
- 河川：付知川、柏原川

### 隣接していた自治体
- 中津川市
- 恵那郡 坂下町、川上村、付知町、蛭川村
- 加茂郡 白川町、東白川村

## 歴史
- 鎌倉時代より遠山氏の領地。元弘・建武時代に遠山景利が、植苗木に広恵寺城を築く。
- 慶長6年(1601年)の「美濃一国郷牒」には、蛭川村・福岡村・高山村・田瀬村・下野村・上野村は加茂郡と記述されている。
- 江戸時代高山村・福岡村・田瀬村は苗木遠山氏の苗木藩領。下野村は延享2年7月、苗木藩が幕府(高山陣屋)に317石を渡して幕府領となり、残り79石は苗木藩領として続いた。
- 明治時代維新直後に苗木藩が実行した廃仏毀釈により福岡村の片岡寺と高山村の岩松寺が廃される。下野村の一部は幕府領であったため廃仏毀釈が実行されずに寺院が残った。

### 沿革
- 1889年（明治22年）7月1日 福岡村・高山村・田瀬村が合併し福岡村が成立
- 1897年（明治30年）4月1日 福岡村・下野村が合併し福岡村となる
- 1966年（昭和41年）4月1日 町制施行により福岡町となる
- 2005年（平成17年）2月13日 恵那郡6町村と共に中津川市へ編入合併され消滅

## 行政
- 町長：小林庸郎（2004年6月〜2005年2月13日）

※初代町長（就任時福岡村村長）の伊藤美津は、本巣郡穂積町町長の松野友に次、岐阜県では2人目の女性首長であった。

## 教育

### 高等学校
- 岐阜県立恵那北高等学校

### 中学校
- 福岡町立福岡中学校

### 小学校
- 福岡町立福岡小学校
- 福岡町立下野小学校
- 福岡町立高山小学校
- 福岡町立田瀬小学校

### 2005年以前に廃校となった学校
- 岐阜県立中津高等学校福岡分校（1971年廃校）
- 福岡町立高山中学校（1984年廃校）
- 福岡町立田瀬中学校（1984年廃校）
- 福岡町立福岡西小学校（1979年廃校）

## 交通

### 鉄道
- 1978年の北恵那鉄道線廃線以降、町域に鉄道路線なし

### バス
- 北恵那交通（付知峡線）
- 濃飛バス（恵北線）

### 道路
高速道路
- 町内に高速道路はなし。

一般国道
- 国道256号
- 国道257号

主要地方道
- 岐阜県道3号福岡坂下線
- 岐阜県道70号白川福岡線

一般県道
- 岐阜県道408号中野方苗木線

## 名所・旧跡・観光スポット
- 榊山神社
- 常磐神社
- 田瀬神社　※通称：田瀬南宮神社
- 白山神社
- 法界寺
- 廣恵寺跡
- 岩松寺跡
- 片岡寺跡
- 雲臺寺跡
- 曹源寺跡
- 下野庚申堂
- 広恵寺城：市の史跡
- 福岡ローマン渓谷

## 出身著名人
- 長瀬富郎(花王石鹸創業者)
- 草野満代(フリーアナウンサー)